# Dario Šimić
Dario Šimić (Zagreb, 12. studenog 1975.), je bivši hrvatski nogometni reprezentativac.

## Klupska karijera
Dario je kao stoper karijeru započeo u Dinamu iz Zagreba, 1992. godine. U Dinamu je proveo 7 vrlo uspješnih sezona u kojima je čak 5 puta osvojio naslov prvaka Hrvatske, te 1998. nastupio u Ligi prvaka. U tom se razdoblju maksimirski klub nazivao Croatia Zagreb. Sjajnim igrama u klubu došao je do dresa reprezentacije. Nakon Cupe de Mondea 1998. otišao je u milanski Inter gdje se u 4 godine nije snašao i uspio izboriti mjesto među prvih 11. 
Godine 2002. je došlo do zamijene velikih rivala AC Milana i Intera. Dario je postao novi Rossonero, a na njegovo mjesto je otišao turčin Ümit Davala. U Milanu mu je nešto bolje krenulo. 2003. osvaja Ligu prvaka nakon penala na Old Traffordu protiv Juventusa, iako tada nije igrao. Nije bio standardan ni sljedećih sezona, i iako na terenu nikad nije razočarao, a protiv Fenerbahcea u Ligi prvaka 2006. ( 4:0 za Milan ) čak bio među najboljima iako nakon duge stanke, uvijek je umjesto njega trener birao Stama ili Cafúa. 
To je dovelo Daria na izlazna vrata iz kluba. Zainteresiranost su pokazali brojni klubovi, među kojima tada vrlo jaka Fiorentina, no, brzo nakon što je javno kritizirao trenera Ancelottija i tražio da ga se proda, potpisao je ugovor do 2009. na nagovor ljudi iz kluba koji u njemu vide budućnost kluba. Unatoč tome, u kolovozu 2008. napušta klub i prelazi u redove Monaca. U travnju 2010. godine Šimić se nakon jedanaest i pol godina vraća u Dinamo.

## Reprezentativna karijera
U reprezentaciji, Šimić je napravio velike uspijehe, a igrao je i praktički u svim mlađim uzrasnim kategorijama hrvatske nogometne reprezentacije. Jedini je hrvatski igrač koji je nastupao na svim velikim natjecanjima reprezentacije od osamostaljenja države, što znači 3 svjetska i 3 europska prvenstva. Na europskoj smotri 96. u Engleskoj igrao je samo jednom u 4 utakmice, i to pri porazu od Portugala (0:3). Na Svjetskom prvenstvu 98. u Francuskoj bio je standardan. Odigrao je 6 od 7 utakmica, propustivši Nizozemsku u utakmici za 3. mjesto zbog žutih kartona. 
To ga je prvenstvo plasiralo uz Hrvatske u Seriju A. Kasnije je reprezentacija postizala loše rezultate na prvenstvima, no, koji god ju je trener vodio, Šimić je bio nezamijenjiv, a jedno vrijeme i kapetan. Odigrao je 2 utakmice na SP 2002., 3 na EP 2004. u Portugalu,3 na SP 2006. u Njemačkoj, te 1 nastup kao kapetan u pobjedi nad Poljskom (1:0) na EURU 2008. u Austriji. 18. lipnja 2006. Na utakmici Svjetskog prvenstva protiv Japana upisao je 82. nastup za reprezentaciju čime je prestigao dotadašnjeg rekordera Jarnija. U Mariboru, 20. kolovoza 2008. protiv reprezentacije Slovenije Dario je ubilježio svoj jubilarni 100. nastup, a što će se kasnije pokazati i posljednji, jer je nedugo nakon toga objavio da je to bila njegova oproštajna utakmica nakon 15 godina provedenih u reprezentaciji.
Kao član reprezentacije 1998. dobitnik je Državne nagrade za šport "Franjo Bučar".

## Zanimljivosti
- Predsjednik je udruge Nogometni sindikat.[2]
- U Hrvatskoj se zalagao i borio za poboljšanje informiranosti o siromaštvu i pošasti AIDS-a u siromašnim dijelovima Afrike
- Vlasnik je tvrtke Aquaviva.

## Trofeji[3]
- Brončana medalja FIFA Svjetsko prvenstvo 1998 u Francuskoj
- 2 puta UEFA Liga prvaka (2003, 2007)
- UEFA Superkup (2003)
- FIFA Svjetsko klupsko prvenstvo (2007)
- 5 puta Hrvatsko prvenstvo (1994, 1996, 1997, 1998, 1999)
- 4 puta Hrvatski kup (1994, 1996, 1997, 1998)
- Talijansko prvenstvo (2004)
- Talijanski kup (2003)
- Talijanski superkup (2004)
- Nagrada Ponos navijača za 2010. godinu, koju dodjeljuje Klub navijača hrvatske nogometne reprezentacije "Uvijek vjerni" za izniman doprinos reprezentaciji.

## Vanjske poveznice
- dariosimic.com Službena stranica